# Joseph Cornudet des Chaumettes
Pour les autres membres de la famille, voir Cornudet des Chaumettes.
Joseph Cornudet des Chaumettes, né le 15 septembre 1755 à Crocq et mort le 13 septembre 1834 à Paris, est un magistrat et un homme politique français.

## Biographie
Avocat au Parlement de Paris, il plaide ensuite au siège du présidial de Guéret quand il est nommé lieutenant général au bailliage de Montaigut-en-Combraille en 1785. Lors de la création des départements, la municipalité de Crocq opte à l'unanimité, sous sa présidence, le 9 décembre 1789, pour la Creuse, de préférence au Puy-de-Dôme, comme l'ensemble des communautés d'habitants du Franc-Alleu.
Partisan des idées nouvelles, Cornudet des Chaumettes devient procureur-syndic du district de Felletin en 1790 et le premier président de la Société des amis de la Constitution. Le 23 septembre 1791, il est élu, le 3e sur 7 par 252 voix sur 330 votants, député à l'Assemblée législative, où il joue un rôle modeste, mais devient membre du comité de l'ordinaire des finances. Il se montre un défenseur de la cause de la monarchie constitutionnelle et vote l'absolution de La Fayette le 6 août 1792.
De retour en Creuse après la chute de la royauté, il est nommé commissaire du gouvernement près le tribunal civil et criminel de la Creuse en 1795.

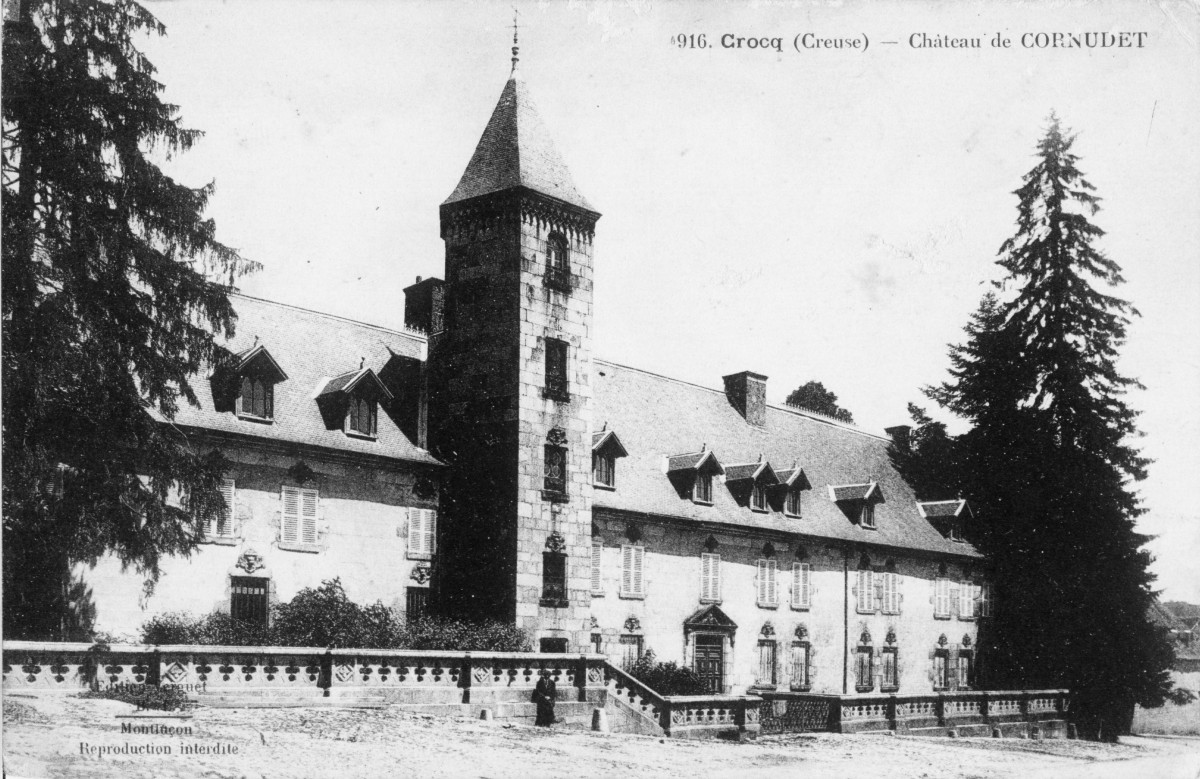
Château des Cornudet à Crocq (Creuse).

Par la suite, sous le Directoire, il est élu député le 21 germinal an V (10 avril 1797) au Conseil des Anciens, où il siège parmi les modérés, réclame la jouissance des droits politiques pour les anciens nobles, vote l'impôt sur le tabac et s'oppose aux droits de successibilité de l'État sur les biens des émigrés. Il intervient pour la première fois le 8 août 1797 pour s'opposer à la déclaration d'urgence de la résolution sur l'organisation de la garde nationale. Secrétaire, en l'an VI — il est élu le 19 juin 1798 —, puis président de l'assemblée en l'an VII — du 24 septembre au 23 octobre 1799 —, il est l'un des principaux coopérateurs du coup d'État du 18 brumaire, qui porte Napoléon Bonaparte au pouvoir,. En particulier, il défend, avec d'autres, la translation des conseils à Saint-Cloud. Le 20 brumaire, il fait partie de la commission intermédiaire chargée temporairement du pouvoir législatif.
Membre du Sénat conservateur dès sa création, le 4 nivôse an VIII (25 décembre 1799), il est le rapporteur du projet de sénatus-consulte organique du 16 thermidor an X (4 août 1802) et secrétaire de cette assemblée en 1804. De même, il est, pendant plusieurs années, membre et rapporteur de la commission du Sénat chargée d'examiner la régularité des élections au Corps législatif. En 1803, il est chargé de l'organisation des sénatoreries du Piémont. Lui-même reçoit la sénatorerie de Rennes le 5 vendémiaire an XII (28 septembre 1803).
Couvert d'honneurs par le régime, il est nommé chevalier de la Légion d'honneur le 9 vendémiaire an XII (2 octobre 1803), commandeur le 25 prairial (14 juin), comte de l'Empire le 6 juin 1808 et grand officier de la Légion d'honneur le 30 juin 1811.
Personnalité de la Creuse, il est nommé président du collège électoral de ce département les 17 mai et 14 juin 1804. En décembre 1813, il est nommé commissaire extraordinaire dans la 11e division militaire (Basses-Pyrénées, Landes, Gironde), à Bordeaux,,.
Revenu à Paris le 15 avril 1814, il adhère à la déchéance de Napoléon et est nommé pair de France le 4 juin, lors de la Première Restauration. Dans cette assemblée, il défend la liberté de la presse, réclame des indemnités pour les victimes des événements politiques et propose de rendre aux émigrés leurs biens non-vendus.
Pendant les Cent-Jours, Napoléon lui confère la pairie le 2 juin 1815. Cependant, le 22, il défend la formation d'un gouvernement provisoire et s'oppose à ceux qui veulent proclamer Napoléon II. Deux jours après, avec La Tour-Maubourg et Boissy d'Anglas, il s'oppose aux dispositions révolutionnaires que l'on se propose d'introduire dans le projet de loi relatif aux mesures de sûreté générale présenté par la commission de gouvernement.
Exclu, avec vingt-huit autres, de la Chambre des pairs pendant la Seconde Restauration, par l'ordonnance du 24 juillet 1815, il retrouve son siège grâce à Decazes le 5 mars 1819 ; le titre de baron est ensuite attaché à sa pairie par ordonnance du roi du 17 juillet 1821. Là, il défend les libertés octroyées par la Charte et siège jusqu'à sa mort, après avoir prêté serment à Louis-Philippe Ier en 1830.

## Famille
Il est le fils cadet de Jean-Baptiste Cornudet (né le 15 juillet 1721 à Crocq, mort le 28 septembre 1807), seigneur des Farges, notaire royal à Crocq, avocat au Parlement de Paris, bailli, notamment, de Barmont et de Magnat, marié en 1751 à Marie de Courteix, fille d'Annet et de Léonarde Chermartin des Bussières. Il a un frère, Michel, et deux sœurs : la première épouse M. du Courtial de La Suchette, la seconde, Marie, se marie en 1772 avec Joseph-Annet Chassaing, bailli d'Herment.
Le 17 avril 1787, il épouse à Ardes Jeanne Cellin du Montel (née audit Ardes le 13 octobre 1768, fille de François Xavier, écuyer, capitaine au régiment Royal-La-Marine et de Jeanne Lagulhe), avec laquelle il a plusieurs enfants :
- Jeanne-Joséphine, née en 1790, mariée en 1810 à Joseph-Charles Aubusson de Soubrebost, président de chambre à la cour de Limoges et député, et décédée le 1er mai 1862 à Paris ;
- Marie-Anne-Julie, née en 1793, mariée en 1813 au vicomte de Combarel, décédée en 1853 ;
- Étienne-Émile (1795-1870), député de la Creuse (1831) et pair de France (1846) ;
- Marie-Adèle, mariée à Lucien Arnault, préfet de la Meurthe ;
- Eugène-Joseph, né en 1799, entré comme maître des requêtes au Conseil d'État sous la Restauration, chargé en 1848 des fonctions du ministère public près la section du contentieux et chevalier de la Légion d'honneur[21].

Le 7 janvier 1835, une ordonnance royale octroie à la veuve de Joseph Cornudet, qui jouissait d'une pension d'ancien sénateur de 24 000 francs, une pension annuelle et viagère de 6 000 francs.

## Titres
- Comte Cornudet et de l'Empire (lettres patentes de mai 1808, Bayonne[23]) ;
- Pair de France[24] :
  - Pair « à vie » par l'ordonnance du 4 juin 1814 ;
  - Pair des Cent-Jours (2 juin 1815) ;
  - Révoqué par l'ordonnance du 24 juillet 1815 ;
  - Baron-pair héréditaire (5 mars 1819, lettres patentes du 17 juillet 1821) ;
  - Comte-pair héréditaire (lettres patentes du 3 avril 1824) ;

## Distinctions
- Légion d'honneur[25] : 
  - Légionnaire (9 vendémiaire an XII : 2 octobre 1803), puis,
  - Commandant (25 prairial an XII : 14 juin 1804), puis,
  - Grand officier de la Légion d'honneur (30 juin 1811).

## Armoiries
| Figure | Blasonnement |
|        | Armes du comte Cornudet et de l'Empire Coupé d'azur et de gueules ; sur l'azur à dextre quartier des comtes sénateurs, à senestre, lion posé d'or, sur le gueules, une fasce d'or., - Livrées : bleu, rouge et jaune. |
|        | Armes du comte Cornudet des Chaumettes, pair héréditaire Coupé : au I, d’azur chargé à dextre d’un miroir d’or accolé d’un serpent d’argent, à senestre d’un lion rampant d’or ; au II, de gueules à la fasce d’or.   |